# Liga Mexicana del Pacífico 1978-79
La Temporada 1978-79 de la Liga Mexicana del Pacífico fue la 21.ª edición, llevó el nombre de Rafael Parada Golarte y comenzó el 9 de octubre de 1978.
Durante la campaña se lanzaron dos juegos sin hit ni carrera.
La temporada finalizó el 30 de enero de 1979, con la coronación de los Mayos de Navojoa al vencer 4-2 en serie final a los Naranjeros de Hermosillo.

## Sistema de competencia

### Temporada regular
La temporada regular se jugó con el sistema de "todos contra todos", en rol corrido sin vueltas, abarcando un total de 74 juegos a disputarse para cada uno de los diez clubes.

### Postemporada
Tras el término de la temporada regular, los ocho equipos con mayor porcentaje sobre la base de ganados y perdidos pasan a la etapa denominada postemporada (round robin). En esta etapa, los equipos de cada zona se enfrentan entre sí en un total de 18 juegos, en cada zona el equipo con mayor número de juegos ganados avanza a la final.

### Final
Se da entre los equipos que ganaron en la etapa de round robin, a ganar 4 de 7 juegos.

## Calendario
- Número de Juegos: 74 juegos

## Datos Sobresalientes
- John Fulghman, lanza un juego sin hit ni carrera el 12 de octubre de 1978, con los Naranjeros de Hermosillo en contra de Venados de Mazatlán, siendo el número 13 de la historia de la LMP.
- Byron McLaughlin, lanza un juego sin hit ni carrera el 7 de diciembre de 1978, con los Ostioneros de Guaymas en contra de Venados de Mazatlán, siendo el número 14 de la historia de la LMP.

## Equipos participantes
| Liga Mexicana del Pacífico 1978-79 |                          |           |             |                           |                          |           |
| Zona                               | Equipo                   | Fundación | Mánager     | Ciudad                    | Estadio                  | Capacidad |
| Norte                              | Águilas de Mexicali      | 1948      | Por definir | Mexicali, Baja California | Nido de los Águilas      | 9,000     |
| Norte                              | Naranjeros de Hermosillo | 1944      | Por definir | Hermosillo, Sonora        | Héctor Espino            | 10,000    |
| Norte                              | Ostioneros de Guaymas    | 1945      | Por definir | Guaymas, Sonora           | "Abelardo L. Rodríguez"  | 5,000     |
| Norte                              | Potros de Tijuana        | 1948      | Por definir | Tijuana, Baja California  | Cerro Colorado           | 10,000    |
| Norte                              | Yaquis de Ciudad Obregón | 1947      | Por definir | Ciudad Obregón, Sonora    | Tomás Oroz Gaytán        | 10,000    |
| Sur                                | Algodoneros de Guasave   | 1970      | Por definir | Guasave, Sinaloa          | Francisco Carranza Limón | 8,000     |
| Sur                                | Cañeros de Los Mochis    | 1947      | Por definir | Los Mochis, Sinaloa       | Emilio Ibarra Almada     | 6,000     |
| Sur                                | Mayos de Navojoa         | 1950      | Por definir | Navojoa, Sonora           | Manuel Ciclón Echeverría | 8,000     |
| Sur                                | Tomateros de Culiacán    | 1965      | Raúl Cano   | Culiacán, Sinaloa         | General Ángel Flores     | 10,000    |
| Sur                                | Venados de Mazatlán      | 1945      | Por definir | Mazatlán, Sinaloa         | Teodoro Mariscal         | 6,000     |

## Standing

### General
| Zona Norte               | Zona Norte | Zona Norte | Zona Norte | Zona Norte | Zona Norte | Zona Norte |
| Equipo                   | JJ         | JG         | JP         | JE         | PCT        | JV         |
| ------------------------ | ---------- | ---------- | ---------- | ---------- | ---------- | ---------- |
| Potros de Tijuana        | 70         | 42         | 27         | 1          | .609       | -          |
| Naranjeros de Hermosillo | 73         | 36         | 36         | 1          | .500       | 7.5        |
| Yaquis de Ciudad Obregón | 72         | 35         | 37         | -          | .486       | 8.5        |
| Águilas de Mexicali      | 71         | 30         | 40         | 1          | .429       | 12.5       |
| Ostioneros de Guaymas    | 73         | 30         | 41         | 2          | .423       | 13.0       |

| Zona Sur               | Zona Sur | Zona Sur | Zona Sur | Zona Sur | Zona Sur | Zona Sur |
| Equipo                 | JJ       | JG       | JP       | JE       | PCT      | JV       |
| ---------------------- | -------- | -------- | -------- | -------- | -------- | -------- |
| Tomateros de Culiacán  | 74       | 44       | 30       | -        | .595     | -        |
| Mayos de Navojoa       | 73       | 41       | 32       | -        | .562     | 2.5      |
| Cañeros de Los Mochis  | 74       | 36       | 38       | -        | .486     | 8.0      |
| Venados de Mazatlán    | 74       | 35       | 39       | -        | .473     | 9.0      |
| Algodoneros de Guasave | 74       | 32       | 41       | 1        | .438     | 11.5     |

| Avanza a Post-temporada |

## Postemporada (Round Robin)
| Zona Norte               | Zona Norte | Zona Norte | Zona Norte | Zona Norte | Zona Norte | Zona Norte |
| Equipo                   | JJ         | JG         | JP         | PCT        | JV         |            |
| ------------------------ | ---------- | ---------- | ---------- | ---------- | ---------- | ---------- |
| Naranjeros de Hermosillo | 18         | 12         | 6          | .667       | -          |            |
| Potros de Tijuana        | 18         | 8          | 10         | .444       | 4.0        |            |
| Yaquis de Ciudad Obregón | 18         | 8          | 10         | .444       | 4.0        |            |
| Águilas de Mexicali      | 18         | 8          | 10         | .444       | 4.0        |            |

| Zona Sur              | Zona Sur | Zona Sur | Zona Sur | Zona Sur | Zona Sur | Zona Sur |
| Equipo                | JJ       | JG       | JP       | PCT      | JV       |          |
| --------------------- | -------- | -------- | -------- | -------- | -------- | -------- |
| Mayos de Navojoa      | 18       | 11       | 7        | .611     | -        |          |
| Cañeros de Los Mochis | 18       | 10       | 8        | .556     | 1.0      |          |
| Venados de Mazatlán   | 18       | 8        | 10       | .444     | 3.0      |          |
| Tomateros de Culiacán | 18       | 7        | 11       | .389     | 4.0      |          |

| Avanza a la final |

## Final
| Equipos                  | JJ | JG | JP | PCT  | JV  |
| ------------------------ | -- | -- | -- | ---- | --- |
| Mayos de Navojoa         | 6  | 4  | 2  | .667 | -   |
| Naranjeros de Hermosillo | 6  | 2  | 4  | .333 | 2.0 |

| Campeón |

## Cuadro de honor
| Equipos                  | Posición   |
| ------------------------ | ---------- |
| Mayos de Navojoa         | Campeón    |
| Naranjeros de Hermosillo | Subcampeón |
| Potros de Tijuana        | 3° Lugar   |
| Tomateros de Culiacán    | 4° Lugar   |
| Cañeros de Los Mochis    | 5° Lugar   |
| Yaquis de Ciudad Obregón | 6° Lugar   |
| Venados de Mazatlán      | 7° Lugar   |
| Águilas de Mexicali      | 8° Lugar   |
| Algodoneros de Guasave   | 9° Lugar   |
| Ostioneros de Guaymas    | 10° Lugar  |

## Designaciones
A continuación se muestran a los jugadores más valiosos de la temporada.
| Designación         | Ganador           | Equipo                   |
| ------------------- | ----------------- | ------------------------ |
| Jugador Más Valioso | Jim Obradovich    | Mayos de Navojoa         |
| Pitcher del Año     | Ernesto Escárrega | Águilas de Mexicali      |
| Novato del año      | Alejandro Treviño | Naranjeros de Hermosillo |
| Mánager del Año     | Chuck Goggins     | Mayos de Navojoa         |
| Mánager Campeón     | Chuck Goggins     | Mayos de Navojoa         |
| Campeón de Bateo    | Héctor Espino     | Naranjeros de Hermosillo |
| Campeón de Pitcheo  | Byron McLaughlin  | Ostioneros de Guaymas    |